# Río Muru
El río Muru es un río amazónico brasileño, un afluente del río Tarauacá, que discurre por el estado de Acre. Nace cerca de la frontera con el Perú, muy próximo a las fuentes del río Taraucá. Su curso atraviesa únicamente el municipio de Feijó, en Acre y desemboca en el río Tarauacá en la localidad homónima.
- Datos: Q2718132
- Multimedia: Rio Muru / Q2718132